# Bristol Blenheim
Bristol Blenheim je bil britanski lahki bombnik druge svetovne vojne.
Zgrajen je bil iz aluminija. Namenjen je bil za hitro potniško letalo, a so jih preuredili v bombnike. Imel je tudi strojnico. Poznejša tudi vrtljivo kupolo.

## Tehnične specifikacije(Blenheim Mk IV)
Podatki iz British Warplanes of World War II
Splošne karakteristike
- Posadka: three
- Dolžina: 42 ft 7 in (12,98 m)
- Razpon kril: 56 ft 4 in (17,17 m)
- Višina: 9 ft 10 in (3,0 m)
- Površina kril: 469 ft² (43,6 m²)
- Teža praznega letala: 9790 lb (4450 kg)
- Naložena teža: 14400 lb (6545 kg)
- Pogon letala: 2 ×  zvezdasti motor Bristol Mercury XV, 920 KM (690 kW)  vsak
- Propelerji: Trikraki Hamilton Standard propeler

 Zmogljivost 
- Maks. hitrost: 266 mph (231 vozlov, 428 km/h at 11,800 ft (4 m))
- Potovalna hitrost: 198 mph (172,25 vozlov, 319 km/h)
- Doseg: 1460 mi (1270 nmi, 2351 km)
- Višina leta: 27260 ft (8310 m)
- Hitrost vzpenjanja: 1500 čevljev/min{ (7,6 m/s)
- Obremenitev kril: 30,7 lb/ft² (150 kg/m²)
- Razmerje moč/teža: 0,13 KM/lb (0,21 kW/kg)

Oborožitev

- Strelno orožje:
- Bombe:
- 1200 lb (540 kg)
  - 4 × 250 lb (113 kg) bomb ali
  - 2 × 500 lb (227 kg) bomb v notranjosti ali 8× 40 lb (18 kg) na zunanjih nosilcih

1. ↑  March 1998, p. 43.